# École des beaux-arts

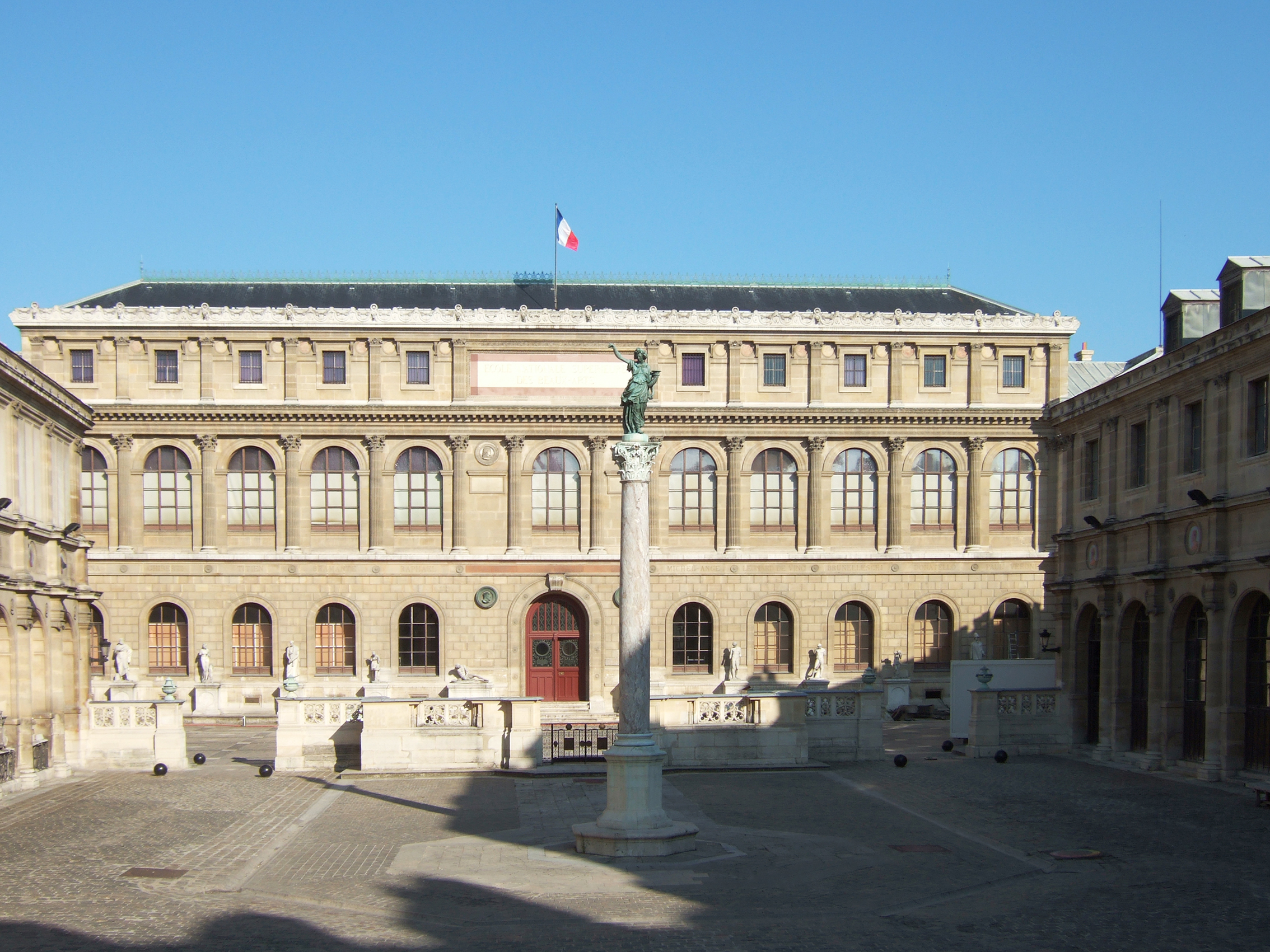
La sede dellÉcole nationale supérieure des beaux-arts a Parigi.

L'École des beaux-arts (in italiano: Scuola delle belle arti) si riferisce ad alcune influenti scuole d'arte in Francia. La più nota è l'École nationale supérieure des beaux-arts  (ENSBA) di Parigi. In questa scuola, che esiste da oltre 350 anni, hanno studiato molti dei più grandi artisti europei. Lo stile Beaux-Arts indica un gusto vicino alle antichità classiche. I risultati della preparazione alla progettazione di edifici rappresentativi, culminò nei concorsi del Prix de Rome.
Il prestigio, la continuità e l'autorevolezza di un sistema d'istruzione nel campo dell'architettura unico in Europa elessero la Francia quale centro naturale del dibattito architettonico durante tutto il XVIII e il XIX secolo. Su tutta l'architettura francese del XIX secolo si avverte l'impronta degli ideali estetici e intellettuali di un'unica istituzione accademica, l'École des beaux-arts a Parigi, che non poteva essere paragonata a nessun'altra scuola europea.

## Storia
Nel 1795, l'Académie royale d'architecture e quella della pittura e scultura furono soppresse e il titolo di architetto fu privato di ogni valore discriminante. Fra il 1794 e il 1795 fu istituita l'École polytechnique dove fu favorito l'insegnamento tecnico e gli aspetti ingegneristici delle costruzioni. Nel 1806 Napoleone fondò l'École facendo risorgere un'istituzione dell'Ancien Régime.
Il programma d'insegnamento comprendeva tutte le arti figurative e mantenne l'unità con l'architettura; questo implicò un metodo d'insegnamento che era l'opposto di quello praticato nell'École polytechnique.
Fino al 1968 le belle arti erano pittura, scultura, incisione e architettura, quando il ministro della cultura del tempo, André Malraux, creò otto Unités pédagogiques d'architecture (UPA) distribuendole sull'intero territorio nazionale, al fine di dare uno stacco con la pittura accademica e sedare la protesta giovanile legata a il Sessantotto. Così facendo si diede luogo alla unificazione delle arti plastiche staccandole dall'architettura. Le UPA vennero poi trasformate in École nationale supérieure d'architecture (ENSA).

## Sedi
Attualmente ci sono 6 sedi dell'École beaux-arts in Francia.
- Parigi: École nationale supérieure des beaux-arts;
- Digione: École nationale des beaux arts de Dijon;
- Bourges: École nationale des beaux arts de Bourges;
- Nancy: École nationale des beaux arts de Nancy;
- Lione: École nationale des beaux arts de Lyon;
- Rennes, Lorient, Quimper, Brest: La rete di Écoles supérieures des beaux arts in Bretagna.